# Pallavolo agli XI Giochi asiatici - Torneo femminile
Il VIII campionato di pallavolo femminile ai Giochi asiatici si è svolto dal 23 settembre al 4 ottobre 1990 a Pechino, in Cina, durante gli XI Giochi asiatici. Al torneo hanno partecipato 6 squadre nazionali asiatiche e la vittoria finale è andata par la terza volta consecutiva alla Cina.

## Squadre partecipanti
| - Cina - Corea del Nord - Corea del Sud - Giappone - Taipei cinese - Thailandia |

## Classifica finale
| Classifica | Squadre        |
| ---------- | -------------- |
|            | Cina           |
|            | Corea del Sud  |
|            | Giappone       |
| 4          | Corea del Nord |
| 5          | Taipei cinese  |
| 6          | Thailandia     |